# Hormone giải phóng Corticotropin
Hormone giải phóng Corticotropin (CRH) (còn được gọi là yếu tố giải phóng corticotropin (CRF) hoặc corticoliberin; corticotropin cũng có thể được đánh vần là corticotrophin) là một hormone peptide liên quan đến phản ứng stress. Nó là một hormone giải phóng thuộc họ yếu tố giải phóng corticotropin. Ở người, nó được mã hóa bởi gen CRH. Chức năng chính của nó là kích thích tổng hợp tuyến yên của ACTH, như là một phần của Trục HPA.
Hormone giải phóng Corticotropin (CRH) là một peptide 41 amino acid có nguồn gốc từ một preprohormone amino acid 196. CRH được tiết ra bởi nhân paraventricular (PVN) của vùng dưới đồi để đáp ứng với căng thẳng. Tăng sản xuất CRH đã được quan sát có liên quan đến bệnh Alzheimer và trầm cảm lớn, và thiếu hụt corticotropin vùng hạ đồi tự phát có nhiều hậu quả chuyển hóa gây tử vong và có thể gây tử vong bao gồm hạ đường huyết.
Ngoài việc được sản xuất ở vùng dưới đồi, CRH còn được tổng hợp trong các mô ngoại biên, như tế bào lympho T, và được biểu hiện cao ở nhau thai. Trong nhau thai, CRH là một dấu hiệu xác định thời gian mang thai và thời gian đẻ và giao hàng. Một sự gia tăng nhanh chóng nồng độ của CRH tuần hoàn xảy ra lúc bắt đầu quá trình sinh đẻ, cho thấy rằng, ngoài các chức năng trao đổi chất của nó, CRH có thể hoạt động như một kích hoạt cho quá trình sinh đẻ.
Một phiên bản tái tổ hợp để chẩn đoán được gọi là corticorelin (INN).

## Tác động nội tiết
CRH được sản xuất bởi các tế bào thần kinh nội bào trong nhân tế bào của vùng dưới đồi và được giải phóng tại vị trí trung gian từ các đầu nối thần kinh của các tế bào thần kinh này vào hệ thống mao mạch chính của hệ thống dưới đồi. Hệ thống cổng thông tin mang CRH đến thùy trước của tuyến yên, nơi nó kích thích corticotropes để tiết ra hormone adrenocorticotropic (ACTH) và các hoạt chất sinh học khác (-endorphin). ACTH kích thích sự tổng hợp cortisol, glucocorticoids, mineralocorticoids và DHEA.
Trong ngắn hạn, CRH có thể ngăn chặn sự thèm ăn, tăng cảm giác chủ quan của sự lo lắng và thực hiện các chức năng khác như tăng cường sự chú ý. Mặc dù hành động xa của CRH là ức chế miễn dịch thông qua hoạt động của cortisol, nhưng bản thân CRH thực sự có thể làm tăng viêm, một quá trình đang được nghiên cứu trong nghiên cứu đa xơ cứng.

## Kết cấu
Trình tự 41 amino acid của CRH lần đầu tiên được phát hiện trên cừu bởi Vale et al. vào năm 1981. Trình tự đầy đủ của nó là:
- SQEPPISLDLTFHLLREVLEMTKADQLAQQAHSNRKLLDIA

Các peptide chuột và người giống hệt nhau và khác với trình tự của trứng chỉ bởi 7 amino acid.
- SEEPPISLDLTFHLLREVLEMARAEQLAQQAHSNRKLMEII

## Vai trò ở động vật không xương sống động vật có vú
Ở động vật có vú, các nghiên cứu cho thấy CRH không có tác dụng thyrotropic đáng kể. Tuy nhiên, trong đại diện của tất cả các động vật có xương sống không có vú, người ta đã phát hiện ra rằng, ngoài chức năng corticotropic, CRH còn có chức năng tuyến giáp mạnh, hoạt động với TRH để kiểm soát trục tuyến giáp (TRH đã được tìm thấy là kém hơn CRH ở một số loài).

## Tương tác
Hormone giải phóng Corticotropin đã được chứng minh là tương tác với thụ thể hoóc môn giải phóng corticotropin 1.